# Taylor Swift and Def Leppard
"Taylor Swift and Def Leppard" é um episódio do programa de televisão CMT Crossroads, da rede country de televisão CMT. O episódio conta com apresentações da cantora e compositora americana Taylor Swift e da banda inglesa de hard rock Def Leppard.
A apresentação fez sua estréia na televisão em 7 de novembro de 2008, e foi lançada em DVD em 16 de junho de 2009, exclusivamente nas lojas Walmart americanas, pela Big Machine Records.

## Canções
O programa contou com canções tanto de Swift quanto do Def Leppard, além de segmentos de entrevista.
1. "Photograph"
2. "Picture to Burn"
3. "Love Story"
4. "Hysteria"
5. "Teardrops on My Guitar"
6. "When Love & Hate Collide"
7. "Should've Said No"
8. "Pour Some Sugar on Me"

## Lançamento em DVD
O DVD, com o registo do encontro dos dois artistas, foi lançado em 16 de junho de 2009, nas lojas Walmart americanas. O lançamento contém entrevistas adicionais, e três canções extras não apresentadas no programa original.

### Lista de faixas
| N.º | Título                     | Compositor(es)                                                           | Duração |  |
| 1.  | "Photograph"               | Steve Clark Pete Willis Rick Savage Joe Elliott Robert John "Mutt" Lange |         |  |
| 2.  | "Picture to Burn"          | Taylor Swift Liz Rose                                                    |         |  |
| 3.  | "Love Story"               | Taylor Swift                                                             |         |  |
| 4.  | "Hysteria"                 | Joe Elliott Phil Collen Steve Clark Rick Savage Robert John "Mutt" Lange |         |  |
| 5.  | "Teardrops on My Guitar"   | Taylor Swift Liz Rose                                                    |         |  |
| 6.  | "When Love & Hate Collide" | Joe Elliott Rick Savage                                                  |         |  |
| 7.  | "Should've Said No"        | Taylor Swift                                                             |         |  |
| 8.  | "Pour Some Sugar on Me"    | Steve Clark Phil Collen Joe Elliott Robert John "Mutt" Lange Rick Savage |         |  |

| Material bônus |                         |                |         |  |
| N.º            | Título                  | Compositor(es) | Duração |  |
| 10.            | "Our Song"              | Taylor Swift   |         |  |
| 11.            | "Love"                  | Rick Savage    |         |  |
| 12.            | "Two Steps Behind"      | Joe Elliott    |         |  |
| 13.            | "Additional Interviews" |                |         |  |
| 14.            | "Press Conference"      |                |         |  |
| Duração total: | Duração total:          | Duração total: | 75:00   |  |